# Ibrányi Mihály
Nemes vajai és ibrányi Ibrányi Mihály (Debrecen, 1895. december 5. – Budapest, 1962. október 19.) magyar katonatiszt az első- és második világháború idején, altábornagy, a magyar huszáregységek felügyelője 1944 – 1945 között. A háború után szovjet fogságba esett, majd egy szovjet hadbíróság – több tábornoktársával együtt – 25 évi kényszermunkára ítélte. 1955-ben hazaszállították Magyarországra, ahol internálták és csak 1956-ban helyezték szabadlábra. 

## Élete
Ibrányi Mihály 1910 – 1914 között kadétiskolát végzett Nagyváradon. Az első világháború kitörése után, 1914. augusztus 1-én mozgósították, majd a 29. cs. és kir. gyalogezred kötelékében a keleti frontra került. Itt 1915. március 15-én hadnaggyá léptették elő. 1916 júniusában orosz hadifogságba került, de az 1917-es orosz forradalmak következtében szabadlábra került és hazatért, majd az olasz fronton került ismét frontszolgálatba.
Az osztrák-magyar fegyverletételt követően Miskolcra helyezték, 1920 novemberében főhadnaggyá léptetve elő. 1921 – 1924 között Budapesten teljesített szolgálatot, ezzel párhuzamosan 1923 – 1925 között a Ludovika Akadémián kapott továbbképzést. 1933-ban őrnaggyá léptették elő, majd 1934-től a magyar kémelhárítás vezetését vette át, mely tisztséget 1938 augusztusáig betöltötte. Ekkor a 6. gyaloghadosztály vezérkari főnökévé nevezték ki. 
A második világháború kitörése után a honvédvezérkar kiképzési osztályának főnöke lett, 1942 – 1943 között a debreceni 17. könnyű hadosztály parancsnokának tisztségét látta el, vezérőrnagyi rangban. 1944 tavaszán a nagyváradi 25. gyaloghadosztály parancsnokságát vette át, az ekkor már Kárpátalja térségében húzódó arcvonalon. 1944. augusztus 1-jén az 1. lovashadosztály parancsnoka és a huszárság felügyelője lett. Előbb a lengyel hadszíntéren szolgált, Varsó térségében, de egységét – a német hadvezetés nyomására – rövidesen hazaszállították Magyarországra, mivel Ibrányi megtagadta a fegyveres fellépést a varsói felkelés idején a lengyel partizánok ellen. Szeptember 11-én (szeptember 1-jétől számított ranggal) altábornaggyá léptették elő.  
Ibrányi egyike volt azon tiszteknek, akik be voltak avatva Horthy kormányzó kiugrásról szóló terveibe. A kiugrási kísérlet napján, 1944. október 15-én, a vezetése alatt álló 1. lovashadosztálynak részt kellett volna vennie Budapest biztosításában, de Ibrányi nem hajtotta végre az erre vonatkozó parancsot. Bajtársa, Lengyel Béla úgy minősítette Ibrányi magatartását a kiugrási kísérlet idején, hogy "Ferenc József idején ezért golyót kapott volna". A nyilas hatalomátvételt követően is a huszárság felügyelője maradt, a hadosztály parancsnokságától azonban november 15-ével megvált. 1944. november 26-án a Vaskereszt Lovagkeresztje kitüntetésben részesült. 
1945 májusában amerikai hadifogságba került, akik átadták a szovjet hatóságoknak. Egy szovjet hadbíróság még ugyanebben az évben 25 év kényszermunkára ítélte. 1955-ben hazaszállították Magyarországra, ahol internálták és csak 1956. október 8-án helyezték szabadlábra. Élete hátralévő részében kazánfűtőként dolgozott. 1962. október 19-én hunyt el Budapesten.